# الموسوعة المحتوية على جميع الأحاديث النبوية
المدونة الجامعة للأحاديث المروية عن النبي الكرِيم (صلى الله عليه وسلم)، هو موسوعة حديثية تحتوي على جميع الأحاديث المرفوعة المروية عن النبي الكريم صلي الله عليه وسلم مع ترقيمها ترقيما عالميا. 
قد طبع من هذه الموسوعة أربع مجلدات، وسيتم طبع كاملها في خمسين مجلدا.
و الحديث المرفوع: «هو ما أضيف إلى النبي الكريم صلى الله عليه وسلم من قول أو فعل أو ٔتقرير أو صفة أو حال۔» 
قام بجمع هذه الموسوعة ثلة من الباحثين بجامعة دار العلوم كراتشي باكستان تحت إشراف الشيخ محمد تقى العثماني. 
في المجلد الأول من هذا الكتاب كتب الشيخ محمد رفيع العثماني التقريظ وكتب محمد تقي العثماني مقدمة مفصلة عرف فيها بمنهج هذا الكتاب، والتي يمكن عرضها بالضغط على هذا الزر: